# حديبة (علم الأحياء)

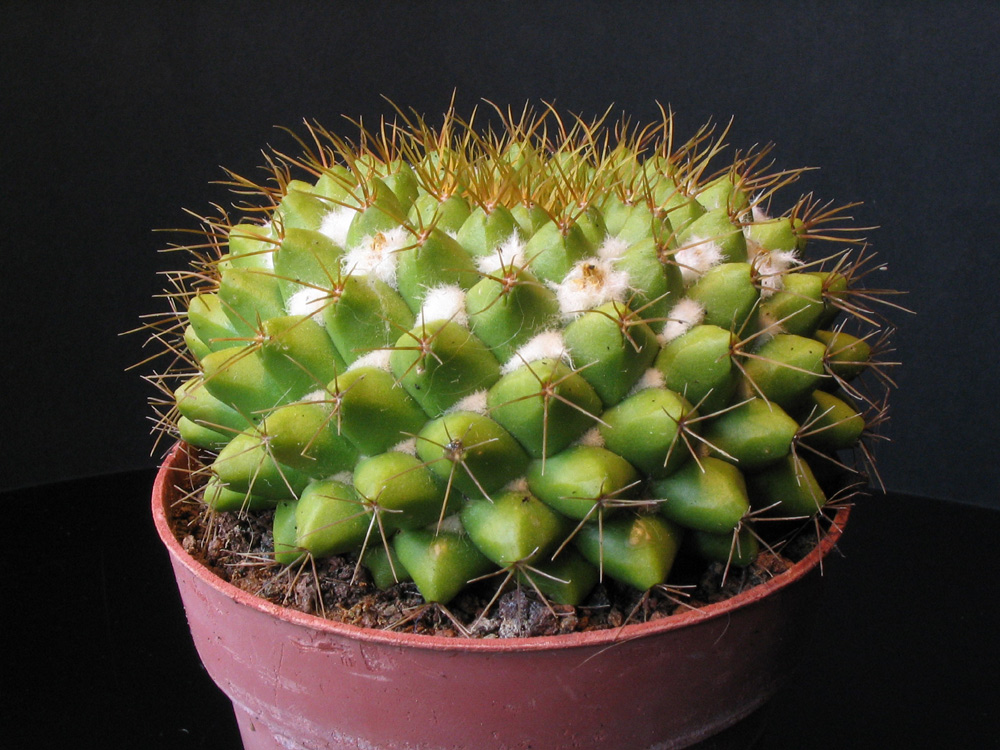
منظر لصبار من نوع الضرعاء الماركسية يظهر فيه توزيع الحديبات البارزة. بينما تبرز الأشواك من قمة كل حديبة.

في علم الأحياء، الحُديبة (بالإنجليزية: Tubercle)‏ هي بشكل عام بروز شبيه بالثؤلول، لكن استخدامها ومعناها يختلف من كائن لآخر سواء كان حيوانا أو نباتا.

## النباتات
في حالة الأوركيد والصبار، تدل الحديبة على عقيدات أو بوارز أو نمو خارجي ثؤلولي يوجد على الشفة.
أما في حالة البقوليات، فالحديبة تشير إلى زوائد شبيهة بالثأليل على الجذور.

## الفطريات
أما في علم الفطريات، فالحُديبة تستخدم للإشارة إلى كتلة من الخيط الفطري التي يتكون منها المشروم.

## الحيوانات
في حالة عاريات الخيشوم، فإن الحديبات هي عقيدات توجد على ظهر الحيوان، وهذه الحديبات قد توجد بأشكال مختلفة، فمنها ما قد يكون مدورا منفردا أو مخروطيا أو على شكل زوايا. هذه الحديبات تكون مركبة من طبقة أو أكثر، وهذه الحديبات مدمجة في تكتلات أو تجتمع لتكوين سلسلة من النتوءات.
أما في الديناصورات، فالحديبات تشير إلى تحرشفات في تكوين الجلد. على سبيل المثال، بطيات المنقار لديها ثلاثة أنواع من الحديبات، وهي الحديبات الصغيرة والحديبات الكبيرة (مضلعة) وحديبات ذات شكل بطلينوسي (تروس مخروطية).

## صور إضافية

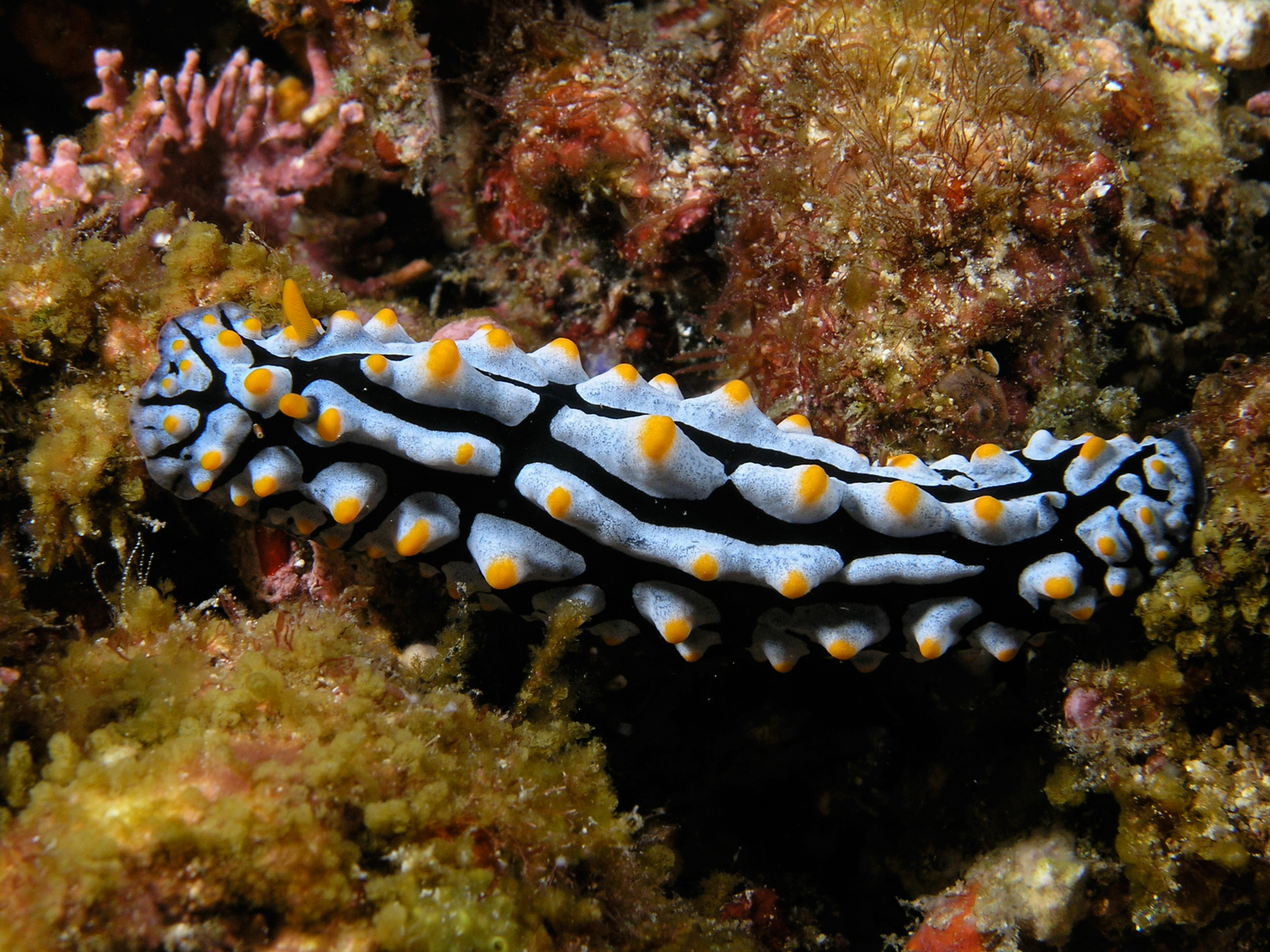
حيوان Phyllidia varicosa (من عاريات الخيشوم)، تظهر لديها الحديبات بشكل واضح
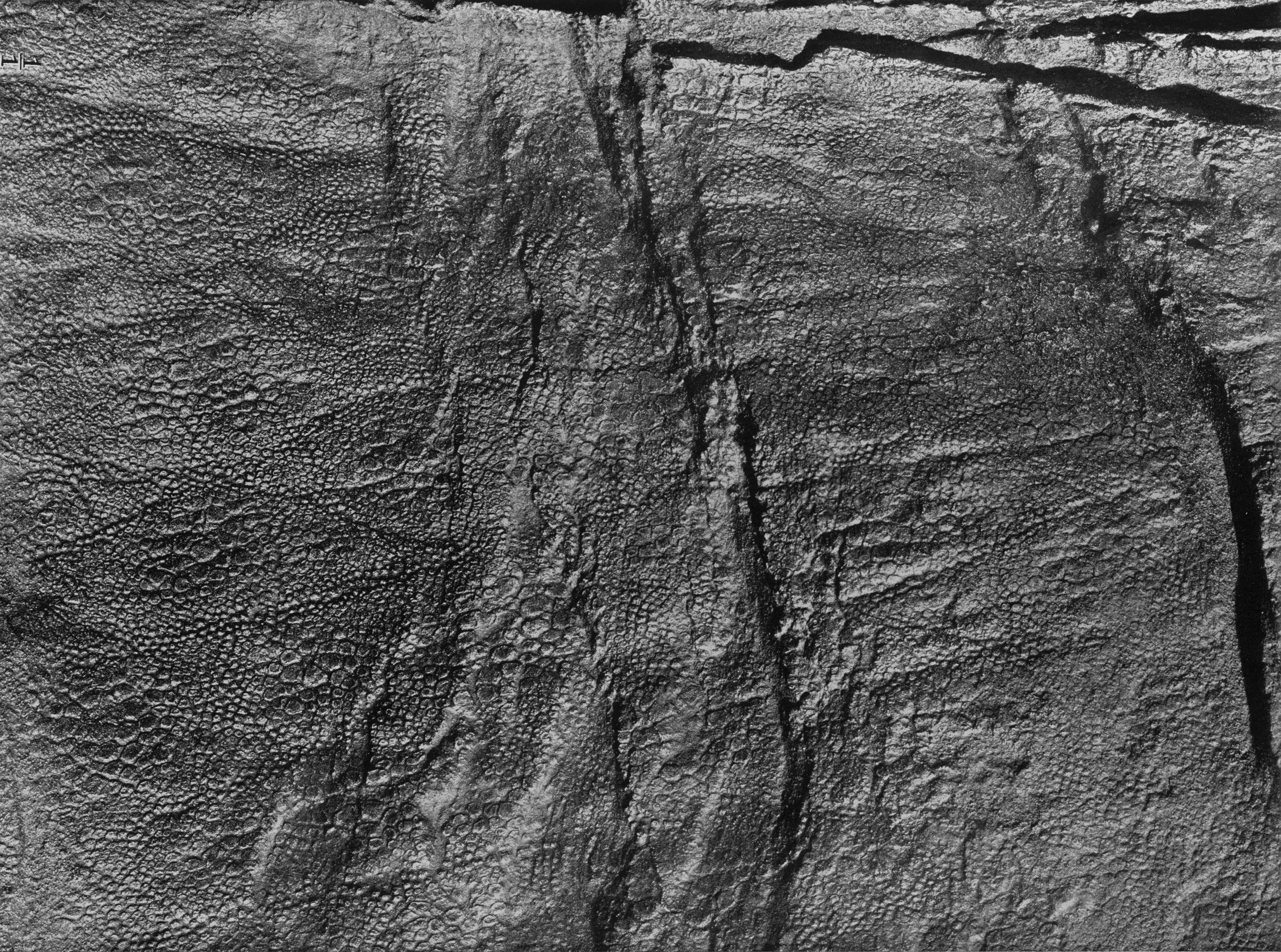
Skin impression from the abdomen of the ديناصور ينتمي لبطيات المنقار نوعه: إدمونتوصور، تظهر لديه تحرشفات حديبية.
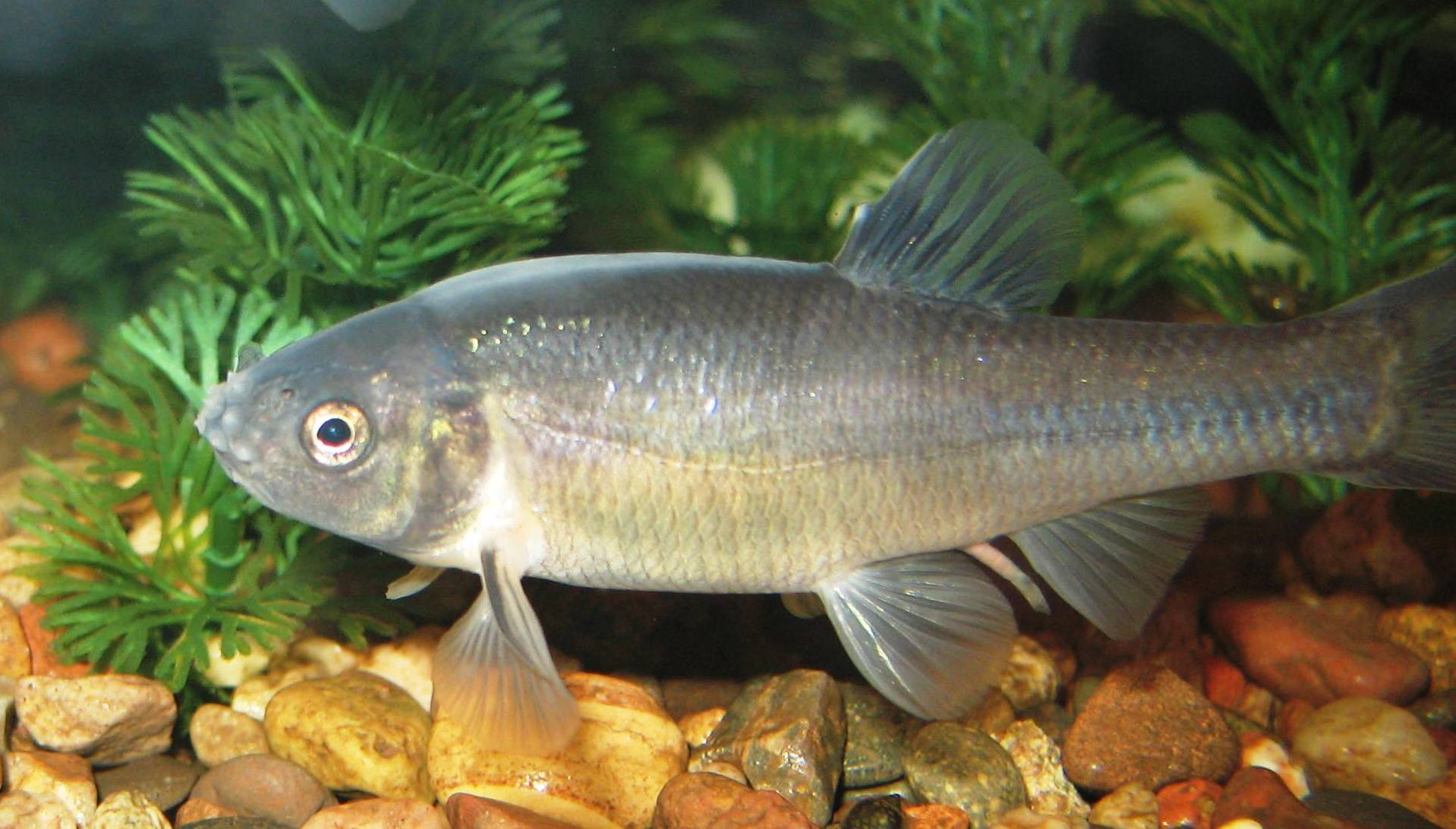
ذكر سمكة منوة حمقاء